# Carla Rebecchi

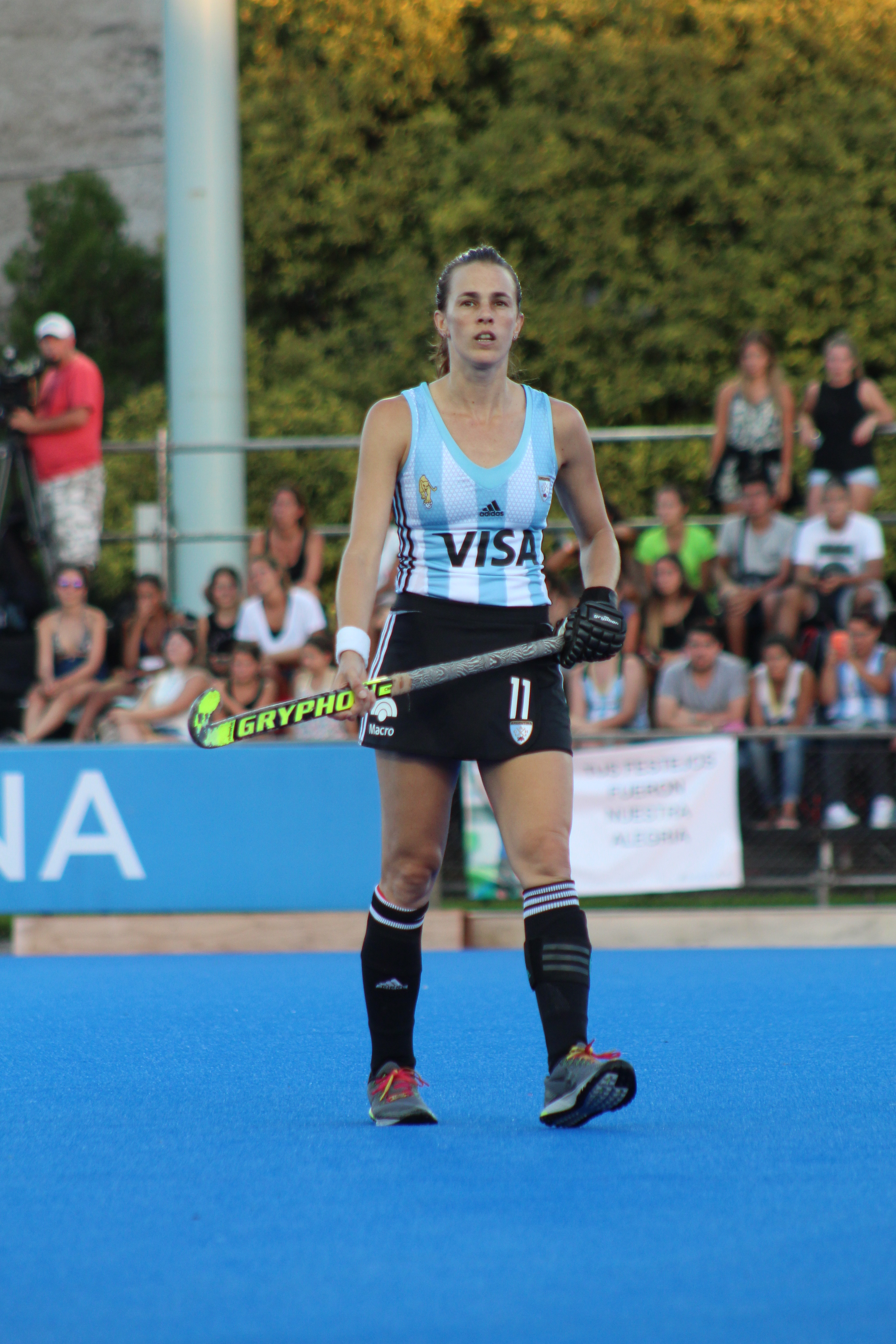
Carla Rebecchi (2017)

Carla Rebecchi (* 7. September 1984 in Buenos Aires) ist eine ehemalige argentinische Hockeyspielerin. Sie gewann mit der argentinischen Nationalmannschaft bei Olympischen Spielen eine Silber- und eine Bronzemedaille und war Weltmeisterin 2010 sowie Weltmeisterschaftsdritte 2006 und 2014.

## Sportliche Karriere
Die 1,63 m große Stürmerin war von 2004 bis 2020 Mitglied der argentinischen Nationalmannschaft und bestritt 317 Länderspiele, in denen sie 119 Tore erzielte. 2006 bei der Weltmeisterschaft in Madrid belegten die Argentinierinnen in der Vorrunde den zweiten Platz hinter den Australierinnen. Im Halbfinale unterlagen sie den Niederländerinnen mit 1:3, im Spiel um Bronze besiegten sie die Spanierinnen mit 5:0. 2007 gewann sie mit der argentinischen Mannschaft den Titel bei den Panamerikanischen Spielen in Rio de Janeiro. Bei den Olympischen Spielen 2008 in Peking belegten die Argentinierinnen in ihrer Vorrundengruppe den zweiten Platz hinter den Deutschen, wobei die Argentinierinnen den direkten Vergleich mit 4:0 gewonnen hatten. Im Halbfinale unterlagen sie den Niederländerinnen mit 2:5. Im Spiel um den dritten Platz trafen die Argentinierinnen wieder auf die Deutschen und siegten mit 3:1. Den zweiten Treffer im Spiel um die Bronzemedaille erzielte Rebecchi per Feldtor.
2010 war Argentinien gastgebende Nation bei der Weltmeisterschaft in Rosario. Die Argentinische Mannschaft gewann alle fünf Spiele der Vorrunde. Im Halbfinale besiegten die Argentinierinnen die deutsche Mannschaft mit 2:1 und im Finale gewannen sie mit 3:1 gegen die Niederländerinnen, wobei Carla Rebecchi im Finale zwei Tore erzielte. 2011 nahm Carla Rebecchi an den Panamerikanischen Spielen in Guadalajara teil, die Argentinierinnen unterlagen im Finale der Mannschaft aus den Vereinigten Staaten. Bei den Olympischen Spielen 2012 in London lagen nach der Vorrunde die Mannschaften aus Argentinien, Neuseeland und Australien nach Punkten gleichauf. Dank des besseren Torverhältnisses kamen die Argentinierinnen und die Neuseeländerinnen weiter. Im Halbfinale besiegten die Argentinierinnen die britische Mannschaft mit 2:1, im Finale unterlagen sie den Niederländerinnen mit 0:2. Carla Rebecchi war mit vier Treffern erfolgreichste Torschützin ihrer Mannschaft.
Im Juni 2014 fand die Weltmeisterschaft in Den Haag statt. Die Argentinierinnen belegten in der Vorrunde den zweiten Platz hinter dem Team aus den Vereinigten Staaten. Im Halbfinale unterlagen die Argentinierinnen den Niederländerinnen mit 0:4, das Spiel um den dritten Platz gewannen sie mit 2:1 gegen das US-Team. Bei den Olympischen Spielen 2016 in Rio de Janeiro belegten die Argentinierinnen in der Vorrunde den vierten Platz und unterlagen im Viertelfinale den Niederländerinnen mit 2:3. In den Platzierungsspielen erreichten sie den siebten Platz. Nach den Olympischen Spielen 2016 bestritt Rebecchi 2017 ein Länderspiel und kehrte dann erst 2019 in die Nationalmannschaft zurück. 2019 gewann die argentinische Mannschaft die Goldmedaille bei den Panamerikanischen Spielen in Lima. Carla Rebecchi erzielte sieben Treffer und war damit hinter Julieta Jankunas zweiterfolgreichste Torschützin ihrer Mannschaft. Beim 5:1-Finalsieg gegen die Kanadierinnen erzielte Rebecchi aus einer Strafecke das 3:1.
Carla Rebecchi spielte auf Vereinsebene für den Club Ciudad de Buenos Aires.